# ميدافي (أورن)
ميدافي هي بلدية في أورن في شمال غرب فرنسا.